# SPARC T5
A SPARC T5 az Oracle SPARC T sorozatú processzorcsaládjába tartozó ötödik generációs többmagos mikroprocesszor.
Első alkalommal a 24. Hot Chips konferencián mutatták be 2012 augusztusában,
hivatalos bevezetése az Oracle SPARC T5 szervereiben 2013 márciusában történt.
A processzort magas többszálú teljesítmény elérésére tervezték (16 mag egy csipen, magonként 8 szál, a 8 szálból egyidejűleg 2 hajtható végre), és hogy emellett csipek egy szálon is nagy teljesítményt nyújtsanak.
A processzor ugyanúgy a SPARC S3 mag kialakítást használja, mint elődje, a SPARC T4 processzor, azonban ez 28 nm-es folyamattal készül és 3,6 GHz-en fut.
A S3 mag dinamikus szálkezelést és sorrenden kívüli végrehajtást végez,
magonként egy lebegőpontos egységet és egy dedikált kriptográfiai egységet tartalmaz.
A processzor 64 bites, SPARC V9 utasításkészlet-architektúrájú, maximálisan 16 magot tartalmazhat, processzoronként 128 szál végrehajtására képes; és max. 1024 szálhoz skálázható egy 8 foglalatos (socket) rendszerben. Egyéb jellemzői: PCIe 3.0 verzió támogatása, új gyorsítótár-koherencia protokoll.

## A SPARC T5 és T4 összehasonlítása
Az alábbi táblázat a T5 és T4 processzorok néhány eltérését mutatja.
| processzor                  | SPARC T5    | SPARC T4     |
| --------------------------- | ----------- | ------------ |
| max. csipszám a rendszerben | 8           | 4            |
| magok száma egy csipen      | 16          | 8            |
| max. szálak csipenként      | 128         | 64           |
| frekvencia                  | 3,6 GHz     | 2,85–3,0 GHz |
| osztott L3 gyorsítótár      | 8 MiB       | 4 MiB        |
| MCU-k száma egy csipen      | 4           | 2            |
| átviteli sebesség/MCU       | 12,8 Gbit/s | 6,4 Gbit/s   |
| gyártási technológia        | 28 nm       | 40 nm        |
| lapkaméret                  | 478 mm²     | 403 mm²      |
| PCIe verzió                 | 3.0         | 2.0          |

A SPARC T5-ben bevezettek egy új energiagazdálkodási mechanizmust, amely a processzorba épített hardveres támogatást egy külső, szoftveres megoldással egészíti ki, amelyet a rendszeradminisztrátorok használhatnak. A felhasználók kiválaszthatják a megfelelő politikát, amely a processzor reagálását vezérli a túlmelegedés és túláram eseményeire. A dinamikus feszültség- és frekvencia-skálázás (más néven DVFS) politika beállítható a legmagasabb órajelfrekvencia vagy a kompromisszumos teljesítmény és energiafogyasztás üzemmódokra.

## SPARC T5-ös rendszerek
A SPARC T5 processzort az Oracle belépő és középméretű SPARC T5-x szerverekben használják. Az összes szerver-modell ugyanazt a processzorfrekvenciát, csipenkénti magszámot és gyorsítótár-konfigurációt tartalmazza.
A T5 processzorban egy crossbar hálózat köti össze a 16 magot a második szintű gyorsítótárakkal és azokat az osztott harmadik szintű gyorsítótárral. A multiprocesszoros gyorsítótár-koherenciát egy könyvtár alapú (gyorsítótár-lehívási koherencia-)protokoll tartja fenn. A kialakítás további kiegészítő közvetítő logika nélkül legfeljebb 8 processzorfoglalatig (socket) skálázható (max. 8 processzorfoglalat közvetlenül, kiegészítő csipkészlet nélkül képes egymással kommunikálni). A SPARC T4 rendszerekben alkalmazott snoop-protokollt leváltották a memóriakésleltetés és koherencia-sávszélesség-felhasználás csökkentése érdekében.

## Fordítás
Ez a szócikk részben vagy egészben  a   SPARC T5 című angol Wikipédia-szócikk ezen változatának fordításán alapul.  Az eredeti cikk szerkesztőit annak laptörténete sorolja fel. Ez a jelzés csupán a megfogalmazás eredetét és a szerzői jogokat jelzi, nem szolgál a cikkben szereplő információk forrásmegjelöléseként.